# Ankaraspor

Logo-ul precedent

Osmanlıspor (anterior numit Ankaraspor) este un club de fotbal din capitala Turciei, Ankara. Echipa susține meciurile de acasă pe Osmanlı Stadyumu cu o capacitate de ~20.000 de locuri. Retrogradată în liga secundă la finalul sezonului 2009-2010, echipei nu i-a fost acordată licența pentru a juca în aceasta din sezonul următor de către Federația Turcă de Fotbal, din cauza apelării la instanțe civile înaintea celor sportive pentru chestiuni legate de retrogradarea din prima ligă.

## Lotul actual
| Nr. |            | Poziție | Jucător           |
| --- | ---------- | ------- | ----------------- |
| 2   | Turcia     | F       | Caner Arıcı       |
| 4   | Turcia     | F       | Ahmet Kesim       |
| 5   | Turcia     | M       | Galip Güzel       |
| 7   | Turcia     | F       | Bilal Aziz        |
| 8   | Turcia     | M       | Ragıp Bașdağ      |
| 10  | Turcia     | M       | Muhammet Reis     |
| 11  | Turcia     | M       | Erdal Kilicaslan  |
| 13  | Turcia     | P       | Hakan Canbazoğlu  |
| 14  | Turcia     | F       | Ahmet Görkem Görk |
| 17  | Kârgâzstan | M       | Kayumjan Sharipov |
| 20  | Liberia    | A       | Tonia Tisdell     |
| 23  | Turcia     | A       | Serdar Deliktaș   |
| 33  | Turcia     | F       | Muhammed Bayır    |
| 40  | Turcia     | M       | Tugay Kaçar       |
| 48  | Japonia    | M       | Takayuki Seto     |
| 58  | Turcia     | A       | Mehmet Yıldız     |
| 61  | Turcia     | F       | Numan Çürüksu     |

| Nr. |                       | Poziție | Jucător             |
| --- | --------------------- | ------- | ------------------- |
| 77  | Turcia                | M       | Alp Ergin           |
| 78  | Turcia                | P       | Ahmet Șahin         |
| 86  | Turcia                | M       | Dilaver Güçlü       |
| 95  | Nigeria               | A       | Aminu Umar          |
| 98  | Turcia                | P       | Ercüment Kafkasyalı |
|     | Brazilia              | P       | Artur Moraes        |
|     | Turcia                | F       | Hakan Aslantaș      |
|     | Brazilia              | F       | Patric              |
|     | Bosnia și Herțegovina | F       | Avdija Vršajević    |
|     | Portugalia            | F       | Tiago Pinto         |
|     | Slovacia              | M       | Marek Sapara        |
|     | Turcia                | M       | Mehmet Güven        |
|     | Turcia                | M       | Musa Çağıran        |
|     | Camerun               | A       | Pierre Webó         |
|     | România               | M       | Raul Rusescu        |
|     | Portugalia            | A       | Ukra                |